# Nationale Universität der Künste Bukarest
Die Nationale Universität der Künste Bukarest (rumänisch: Universitatea Națională de Arte București – oft abgekürzt als UNArte) ist die bedeutendste Kunsthochschule in Rumänien. Sie versteht sich als Abbild zeitgenössischer rumänischer Kunst und Kultur. Sie hat ihren Sitz in der Hauptstadt Bukarest.

## Geschichte
Die Nationale Kunsthochschule, erste Kunsthochschule in Bukarest, wurde am 5. Oktober 1864 durch Alexandru Ioan Cuza gegründet und mit Hilfe der Künstler Theodor Aman und Gheorghe Tattarescu aufgebaut.
Im Jahre 1904 wurde die Bukarester Hochschule für Angewandte Kunst gegründet. Sie wurde  durch Spiru Haret aufgebaut und während der ersten Jahre geleitet. Durch ein Hochschulgesetz aus dem Jahre 1931 wurden die rumänischen Kunsthochschulen zu Kunstakademien. Während der 1950er Jahre kamen Fachabteilungen dazu, darunter das Institut für Plastische Kunst "Nicolae Grigorescu".
1990 änderte das Institut seinen Namen in Kunstakademie Bukarest, 1995 in Universität der Künste und 2002 in Nationale Universität der Künste Bukarest.

## Fakultäten
Es gibt drei Fakultäten:
- Fakultät für Bildende Kunst
- Fakultät für Kunsthandwerk und Design
- Fakultät für Kunstgeschichte und -theorie

## Persönlichkeiten

### Studenten
- Theodor Aman
- Ioan Andreescu
- Corneliu Baba (1906–1997), rumänischer Maler
- Catul Bogdan
- Constantin Brâncuși (1876–1957), rumänisch-französischer Bildhauer
- Victor Brauner (1903–1966), französischer Maler
- Alexandru Ciucurencu
- Nicolae Dărăscu
- Hermann Giesel (1847–1906), siebenbürgisch-österreichischer Maler und Architekt
- Ștefan Luchian (1868–1916), rumänischer Maler
- Cornel Medrea
- Dimitrie Paciurea
- Dionisie Popa
- Stefan Ramniceanu
- Camil Ressu (1880–1962), rumänischer Maler
- Niculiță Secrieriu
- Francisc Șirato
- Annemarie Suckow von Heydendorff, Bildhauerin
- Gheorghe Tattarescu

### Lehrer
- Corneliu Baba
- George Oprescu
- Ion Frunzetti
- Eugen Schileru
- Ionel Jianu
- Vasile Drăguț
- Gheorghe Ghițescu